# Cesura dell'Africa centrale

La cesura dell'Africa centrale

Rift in Sudan e Kenya

La cesura dell'Africa centrale (abbreviata in CASZ, dall'inglese Central African Shear Zone), è un sistema di faglie trascorrenti che si estendono in direzione est-nordest dal Golfo di Guinea, attraverso il Camerun per terminare nel Sudan. La struttura non è ancora ben compresa e manca ancora un generale accordo su come le varie componenti del lineamento si colleghino tra loro.

## Descrizione
La zona di cesura risale ad almeno 640 milioni di anni fa. Il movimento si innescò durante la frantumazione del supercontinente Gondwana nel corso del Giurassico e del Cretacico. Alcune faglie della zona si attivarono varie volte prima e durante l'apertura dell'Atlantico meridionale avvenuta nel Cretacico.
La faglia di Pernambuco in Brasile rappresenta la continuazione della cesura a ovest. In Camerun, la cesura centroafricana passa attraverso il sollevamento di Adamawa, una formazione post Cretacica. La Valle di Benue si trova a settentrione della cesura, mentre la cesura di Foumban è posizionata a sud.
Si è avuta una intensa attività vulcanica lungo la maggior parte della linea vulcanica del Camerun a partire da 130 milioni di anni fa e ancora in corso, che può essere collegata con la riattivazione della CASZ. La litosfera sottostante alla cesura centroafricana è assottigliata in una cintura relativamente stretta, e l'astenosfera risale da una profondità di circa 190 km fino a circa 120 km.
I movimenti avvenuti nel Mesozoico e nel Terziario hanno prodotto bacini di rift allungati nel Camerun centrale, nella parte settentrionale della Repubblica Centrafricana e nel sud del Ciad.

## Sudan
Originariamente si riteneva che la cesura dell'Africa centrale si estendesse a est solo fino alla regione del Darfur, nel Sudan occidentale. Oggi si sa che si estende nella parte centrale e meridionale del Sudan, per una lunghezza totale di 4.000 km.
Nel Sudan, la cesura può aver agito da barriera strutturale allo sviluppo di un profondo bacino sedimentario del Cretacico-Terziario nella parte settentrionale della regione. Obiezioni a questa teoria derivano dal fatto che il rift del Bahr al-Arab e il rift del Nilo Azzurro si estendono a nordovest oltre la linea proposta per questa cesura. Tuttavia l'allineamento delle estremità nordoccidentali dei rift di quest'area è in accordo con questa teoria.